# Esplorazione spaziale
(Konstantin Ėduardovič Ciolkovskij)

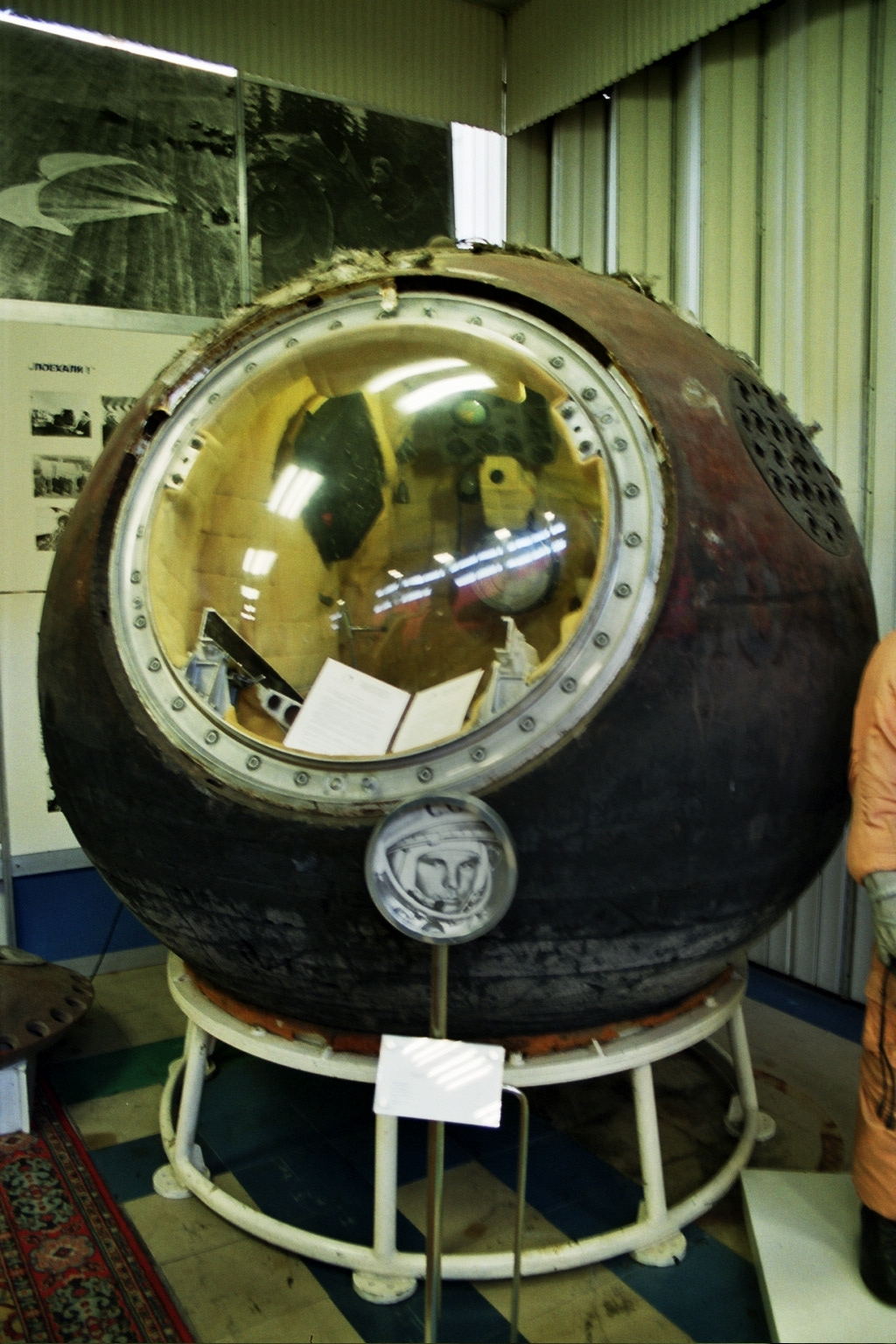
Modulo di discesa originale Восток-1 (Vostok 1), primo volo umano nello spazio, pilotato da Jurij Gagarin.

L'esplorazione spaziale è l'esplorazione materiale dello spazio eseguita mediante veicoli spaziali, con o senza equipaggio a bordo. Rientra all'interno dell'astronautica.

## Storia

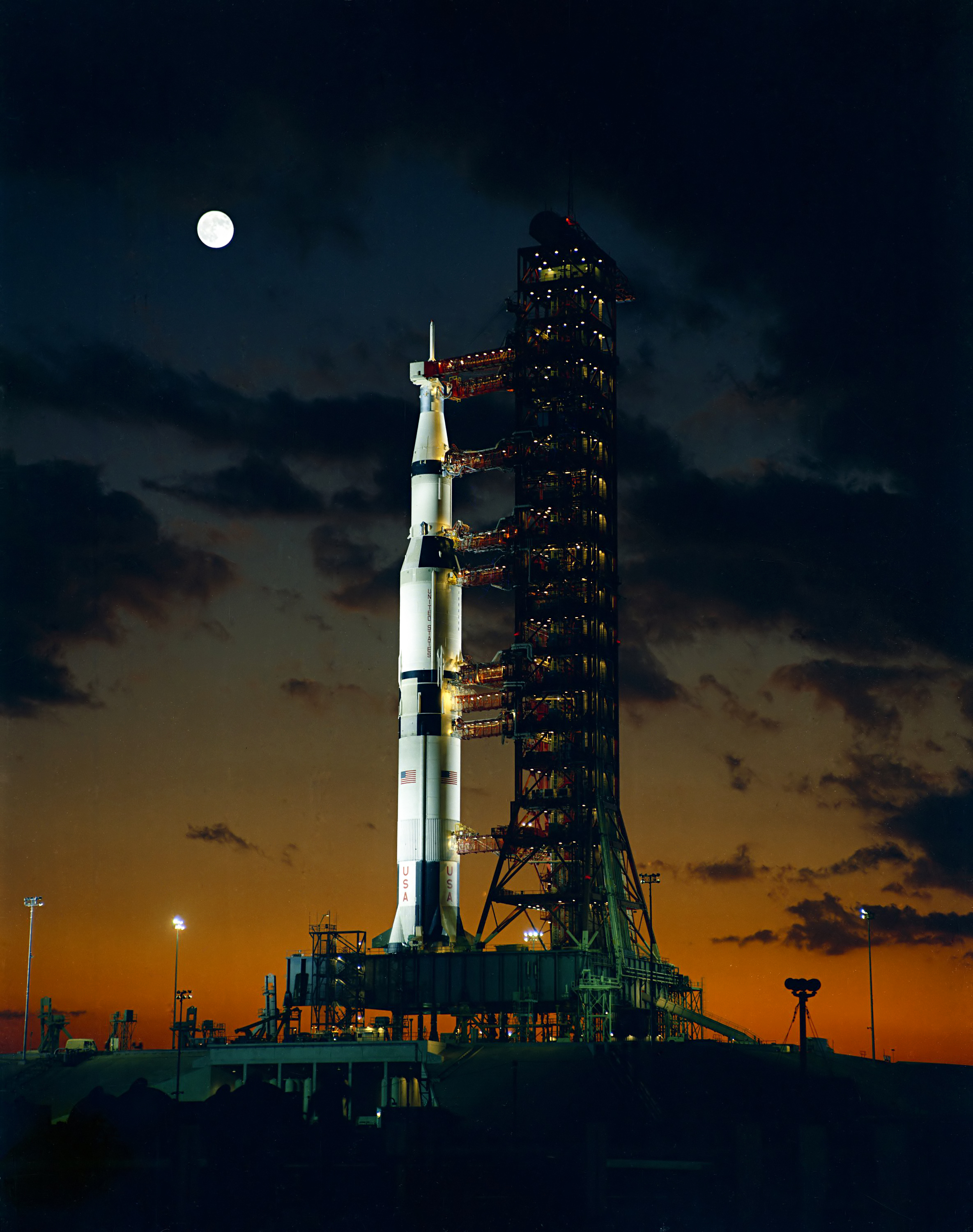
Il Saturn V durante il lancio dell'Apollo 4

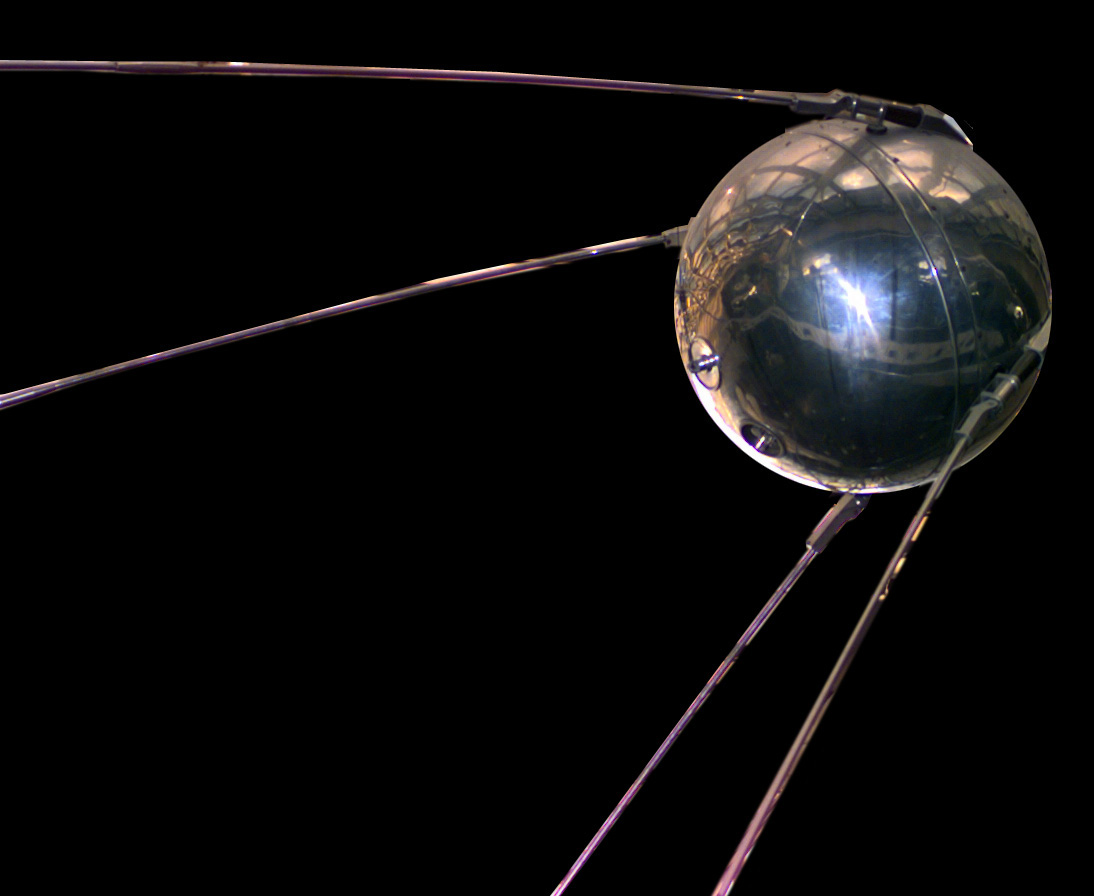
Lo Sputnik 1 (in cirillico Спутник, "Compagno di viaggio") fu il primo satellite artificiale in orbita intorno alla Terra nella storia.

### Premesse
Le motivazioni ideali all'origine dei viaggi spaziali e dell'astronautica sono state molteplici e variabili nelle diverse epoche storiche. L'esplorazione dell'ignoto, il progresso scientifico, quello tecnologico, e la competizione internazionale tra le potenze del nostro pianeta sono stati i motori più forti.

#### I moventi
Un potente motore allo sviluppo tecnologico necessario ad effettuare i primi viaggi spaziali partì dalla ricerca di prestigio e dalla necessità di supremazia tecnologica da parte di alcuni stati, motivi per cui nacque la corsa allo spazio dagli anni cinquanta del XX secolo.
Attualmente tuttavia gli scopi prevalenti delle missioni robotiche nello spazio sono scientifici: astrofisica, astronomia, osservazione della Terra e monitoraggio delle risorse del pianeta, geofisica e geodesia, controllo del territorio, navigazione assistita, studio del sistema Solare, telecomunicazioni televisive ed internet. L'astronautica attuale, con il lavoro di astronauti in orbita attorno alla terra spazia in settori che vanno dagli ambiti medici, dalla scienza dei materiali, della propulsione, del comportamento ed altri ancora.
Nel corso della storia l'interesse e lo studio dello spazio extraterrestre da parte umana risale comunque a epoche remote e difficilmente identificabili. Fin dalle prime testimonianze relative ad epoche preistoriche l'uomo ha osservato e rappresentato elementi celesti, ma solamente dalla seconda metà del XX secolo, con l'evoluzione delle tecnologie aerospaziali, si è potuto fisicamente iniziare l'esplorazione spaziale.

### Le osservazioni del cielo in epoca primitiva ed antica
Le stelle sono sempre state sotto osservazione di studio da parte degli uomini antichi e di molte civiltà come gli aztechi, cinesi, indiani, gli arabi, i popoli della Mesopotamia e dell'antica Grecia attraverso i vari eventi come le eclissi lunari e solari riuscirono a mantenere i loro calendari precisi. I due più grandi astronomi dell'antichità furono Ipparco e Tolomeo. Queste prime osservazioni astronomiche furono fatte completamente ad occhio nudo e quindi con risultati bassi. Successivamente con l'invenzione del telescopio c'è stato un grande impulso ed ampliamento dell'astronomia mediante l'osservazione del cielo.

### Inizio dell'astronomia moderna
L'invenzione del telescopio ha un'origine molto controversa, ma generalmente viene attribuita a Hans Lippershey, un produttore di lenti olandese, che lo costruì nel 1608. L'anno successivo, nel 1609, l'astronomo italiano Galileo Galilei ha introdotto uno dei primi telescopi registrati nella storia ottenendo diverse osservazioni astronomiche che lo portarono a proporre il sistema eliocentrico. Le osservazioni di Galileo includono la scoperta delle Macchie solari, maggiori dettagli della Luna e la scoperta dei principali satelliti di Giove.

### Lo sviluppo di motori a razzo fino alla metà del XX secolo

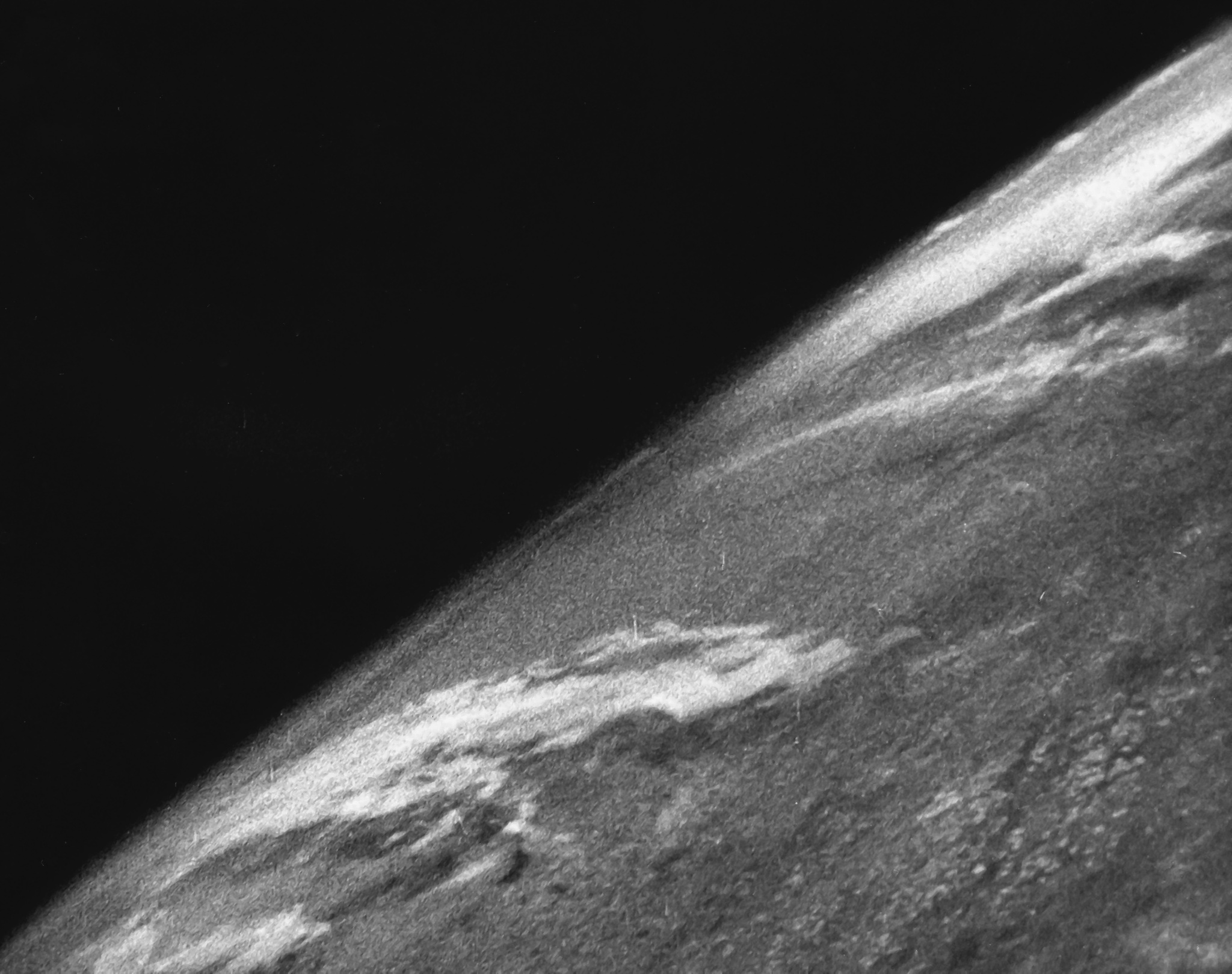
La prima immagine scattata dallo spazio dal V2 lanciato negli USA il 24 ottobre 1946

Robert Hutchings Goddard e il primo volo del razzo alimentato da combustibile liquido (benzina ed ossigeno), lanciato il 16 marzo del 1926, ad Auburn, Massachusetts, Stati Uniti d'America

Molto prima della reale possibilità di affrontare i viaggi spaziali, la questione venne affrontata da scrittori di fantascienza come Jules Verne e H. G. Wells. L'inizio pratico dell'astronautica si ha con l'invenzione dei missili con motori a razzo a propellente liquido.
Il primo razzo a propellente liquido venne progettato e costruito da Pedro Paulet. Il motore pesava 2,5 kg, aveva una spinta di 200 libbre (circa 90 Kg) ed era alimentato da un componente costituito da perossido di idrogeno e benzina. Il motore di Paulet venne testato su un banco prova ma non fu sperimentato in volo.
Successivamente il professore americano Robert Goddard nel 1912 e lo scienziato tedesco Hermann Julius Oberth nel 1923 migliorarono i motori sperimentali basati sulla concezione iniziale di Paulet. Goddard eseguì con il suo motore, alimentato da ossigeno liquido e benzina, il primo lancio di un razzo a propellente liquido nel 1926..
Tra le persone che hanno contribuito maggiormente allo sviluppo dell'astronautica nella sua fase iniziale vi sono prima di tutti Konstantin Tsiolkovsky, che teorizzò molti aspetti del volo spaziale e della propulsione missilistica. Esso viene considerato il padre del volo spaziale umano e il primo uomo a concepire l'ascensore spaziale. Il suo lavoro più famoso fu Исследование мировых пространств реактивными приборами; (Issledovanie mirovych prostranstv reaktivnymi priborami, L'esplorazione dello Spazio cosmico per mezzo di motori a reazione), che pubblicò nel 1903, il primo trattato accademico sulla missilistica.
Robert Goddard, Hermann Oberth, Sergej Korolëv furono altri personaggi fondamentali, e applicativamente sopra tutti Wernher von Braun, padre della missilistica prima tedesca e poi statunitense. Le basi tecnologiche dell'astronautica moderna arrivano dallo studio e dall'applicazione, principalmente a scopo bellico, da parte della Germania nazista dei missili balistici.

### Fuori dall'atmosfera terrestre
Durante la seconda guerra mondiale, lo scienziato tedesco Wernher von Braun realizzò i missili V2 che furono i primi oggetti, durante un test, a riuscire a lasciare l'atmosfera terrestre il 3 ottobre 1942. Durante voli preliminari a scopo scientifico, nel 1944, a Peenemuende effettuarono voli di test entrando nella termosfera e raggiungendo un apogeo di 189 km con un prototipo di razzi sonda per una futura versione con carichi scientifici del razzo allo scopo di misurare raggi cosmici, flusso meteorico, eccetera. L'arrestarsi dei successi militari tedeschi e la conseguente spinta a esclusivi fini militari della ricerca missilistica, che peraltro fece rischiare a Von Braun il carcere per comportamento antipatriottico dato il progredire dei suoi esperimenti ai fini dell'esplorazione spaziale e la successiva sconfitta bellica della Germania, interruppero il progresso del progetto a fini scientifici.
La prima immagine ottenuta dallo spazio fu presa durante un volo suborbitale dove gli Stati Uniti d'America lanciarono appunto un vettore tedesco V2 il 24 ottobre 1946, in grado di scattare una fotografia ogni 1,5 secondi.

### I primi voli orbitali dalla seconda metà del XX secolo
(Jurij Gagarin)

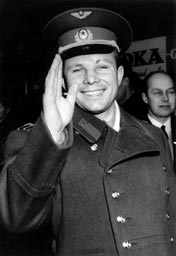
Jurij Gagarin, il primo essere umano a volare e orbitare nello spazio esterno

Il primo oggetto lanciato in orbita attorno alla Terra è stato lo Sputnik 1 nel 1957 dall'Unione Sovietica. Gli strumenti a bordo dello Sputnik 1 rimasero funzionanti per 21 giorni. Infine, esso bruciò durante il rientro in atmosfera il 3 gennaio 1958 dopo circa 1.400 orbite e 70.000.000 km.
Seguirono ad esso i primi voli con equipaggi animali. La celebre cagnetta Laika, lanciata nello spazio nel secondo volo orbitale terrestre il 3 novembre 1957, divenne il primo essere vivente a entrare in orbita, o comunque il primo essere vivente superiore, considerando il fatto che sullo Sputnik 1 vi fossero sicuramente microorganismi.
I cani Belka e Strelka trascorsero un giorno nello spazio a bordo del Korabl-Sputnik-2 (Sputnik 5) il 19 agosto 1960 prima di tornare a Terra. Erano accompagnati da un coniglio grigio, 42 topi, 2 ratti, mosche e un certo numero di piante e funghi; tutti i passeggeri sono sopravvissuti. Erano le prime creature terrestri ad andare in orbita e ritornare vivi.

### L'esplorazione umana: Cosmonauti e Astronauti

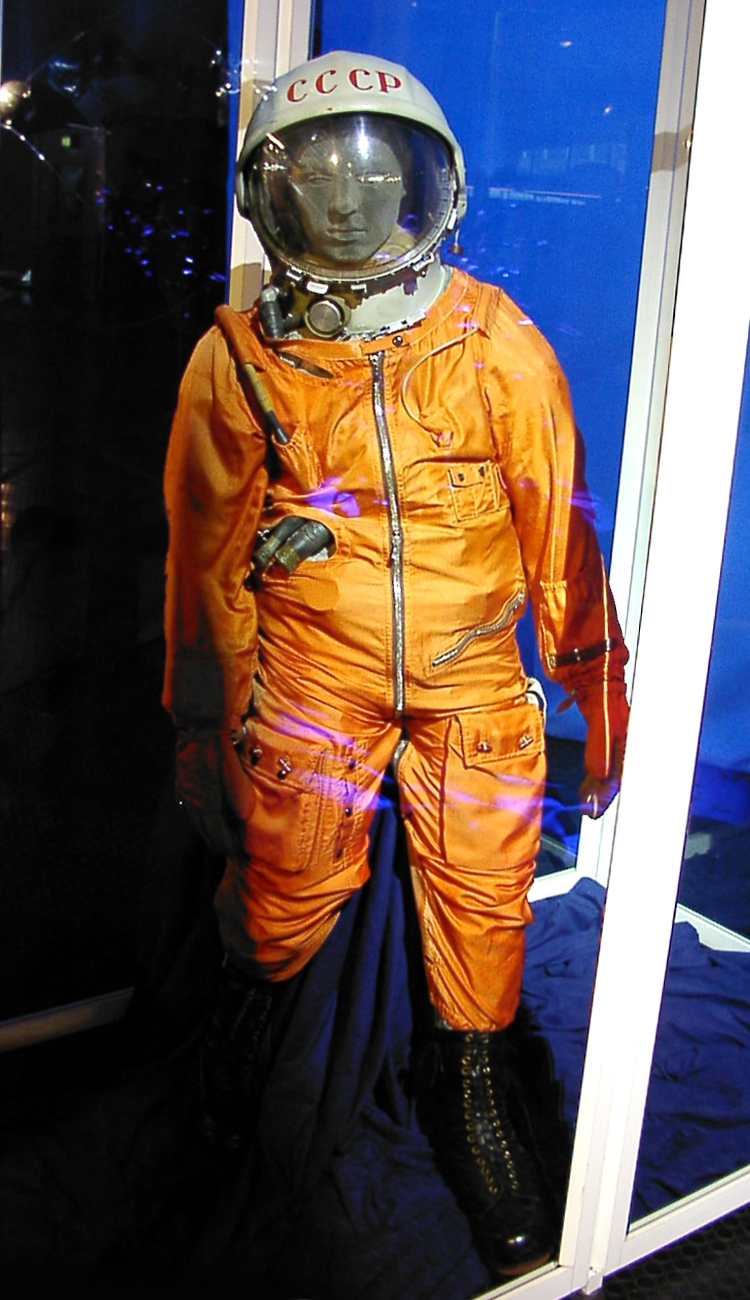
SK-1, la prima tuta spaziale, non pressurizzata, serie SK (СК) utilizzata da Yuri Gagarin, poi usata anche nel programma Vostok

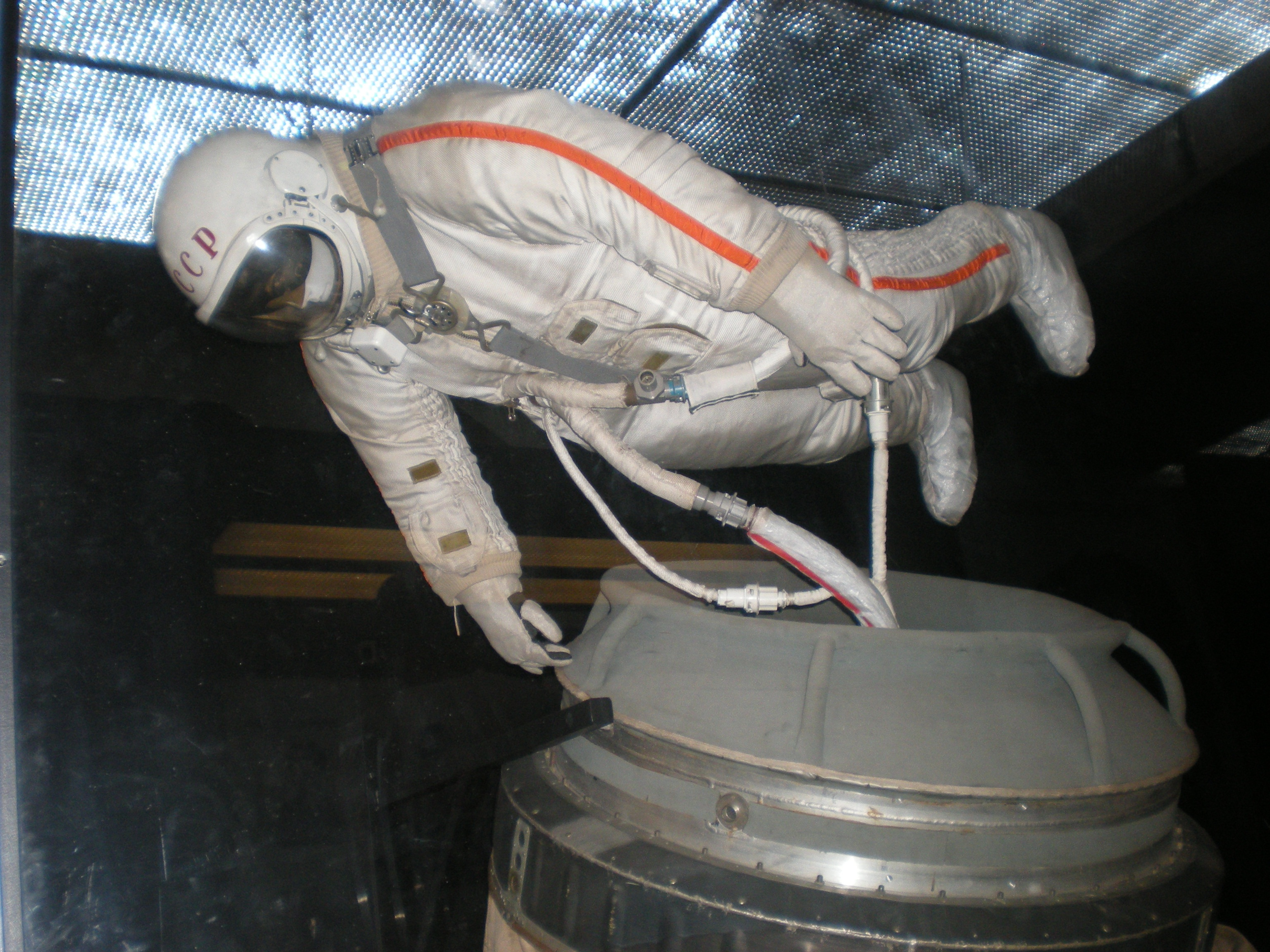
La tuta della prima passeggiata spaziale, pressurizzata, serie Berkut (Беркут)

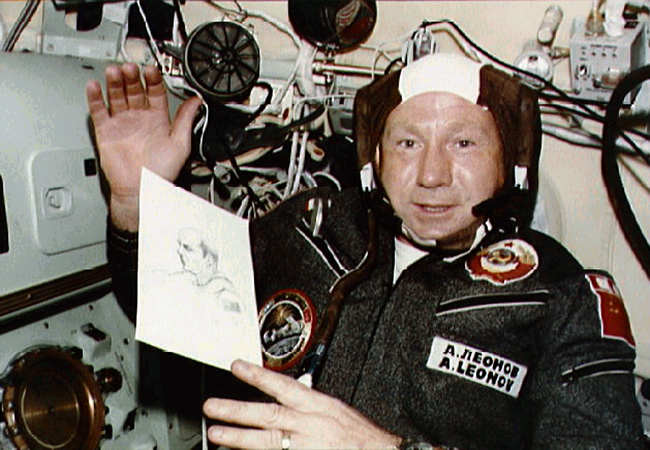
Aleksej Archipovič Leonov, protagonista della prima passeggiata spaziale, e poi coprotagonista dell'incontro sovietico-americano Apollo-Sojuz

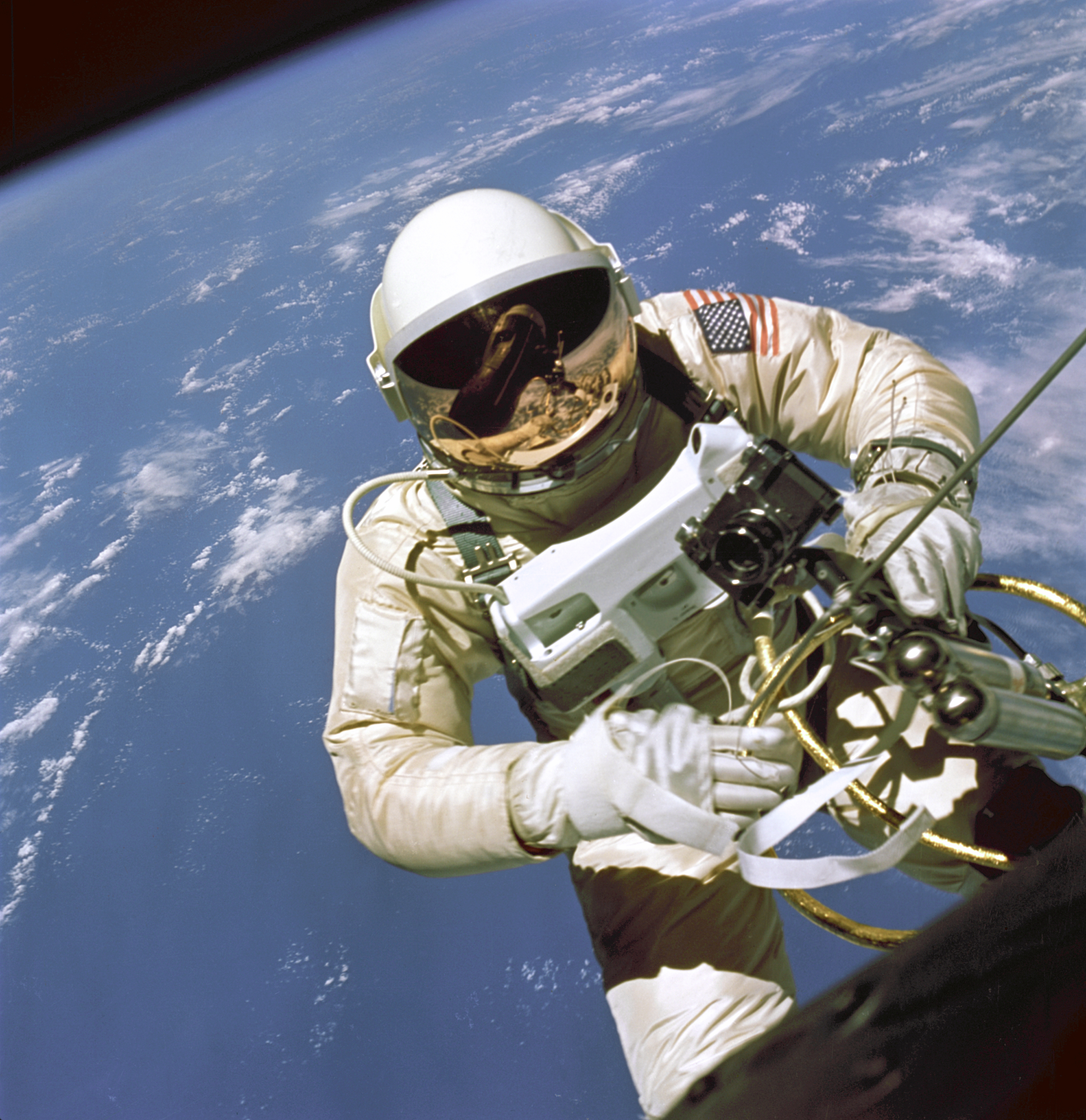
Edward White compie la prima attività extraveicolare americana nello spazio con la Gemini 4 il 3 giugno del 1965

Sempre nell'ambito del programma sovietico il 12 aprile 1961 il cosmonauta Jurij Gagarin fu il primo essere umano a volare nello spazio esterno, mentre Valentina Vladimirovna Tereškova è stata la prima donna ad andare nello spazio, il 16 giugno 1963, e l'unica fino alla prima missione di Svetlana Evgen'evna Savickaja. La prima attività extraveicolare (EVA) della storia fu fatta dal cosmonauta Aleksej Archipovič Leonov, durante la missione Voschod 2, il 18 marzo 1965. La prima donna fu invece la stessa Svetlana Evgen'evna Savickaja, il 25 luglio 1984, mentre era a bordo della stazione spaziale Salyut 7.
Gagarin al suo rientro venne "battezzato" cosmonauta (marinaio dell'universo), mentre gli Stati Uniti, in occasione del volo suborbitale Mercury-Redstone 3 di Alan Shepard, crearono il termine astronauta (marinaio delle stelle); entrambi i termini derivano dalla lingua greca.

#### Le vittime
Nella storia della gara spaziale russo-americana si crearono diversi tragici eventi, che costarono la vita a cosmonauti e astronauti: alcuni di essi morirono durante missioni spaziali, altri durante la fase di addestramento o nel corso di collaudi. Nel 1971, quando l'Apollo 15 lasciò la superficie lunare, venne lasciato sul posto un "monumento", una statuetta chiamata Fallen Astronaut, e una targa con incisi quattordici nomi di astronauti e cosmonauti di entrambe le nazioni, otto americani e sei sovietici, che persero la vita nell'impresa spaziale. L'elenco comprende però anche i nomi di Pavel Beljaev ed Ed Givens, morti prematuramente per altre cause..
Il 23 marzo 1961, durante un allenamento in atmosfera di ossigeno puro, morì il cosmonauta Valentin Bondarenko. Dopo 6 anni da questa tragedia, analogamente, in America il 27 gennaio 1967 durante le prove a terra dell'Apollo 1 ci fu un incendio che uccise i tre i membri dell'equipaggio - Virgil Grissom, Edward White e Roger Chaffee. Nella cabina vi era ossigeno puro, in genere utilizzato dagli americani a pressione ridotta in modo da riottenerne la stessa pressione parziale anche in fase operativa, mentre i sovietici utilizzavano aria (queste differenze tecniche causarono qualche difficoltà nell'incontro russo-americano del Programma test Apollo-Sojuz).
Il 24 aprile 1967, sulla Soyuz 1, Vladimir Komarov morì durante l'atterraggio a causa di un malfunzionamento del paracadute del modulo di discesa. Il 30 giugno 1971 al momento del rientro della Soyuz 11 si verificò una depressurizzazione del lander. Morirono tutti e tre i membri dell'equipaggio - Georgij Dobrovol'skij, Vladislav Volkov, Viktor Patsayev.
Il 15 novembre 1967 il pilota dell'aereo-razzo X-15 Michael Adams raggiunse una quota di 81 km, ma il velivolo si distrusse durante la discesa e il pilota rimase ucciso.
Robert Henry Lawrence, Clifton Williams, Charles Bassett, Elliot See e Theodore Freeman morirono in velivoli da addestramento. I loro nomi sono immortalati sul "Mirror Space".
Dal 1971 fino alla fine della corsa allo spazio non vi furono più vittime. Due incidenti si sono poi verificati alle navette spaziali, in occasione del disastro dello Space Shuttle Challenger e del disastro dello Space Shuttle Columbia: nei due incidenti persero la vita 14 astronauti.
Altri astronauti e cosmonauti morirono in missioni non spaziali, come il sovietico Yuri Gagarin, il primo uomo a raggiungere lo spazio, che incontrò la morte nello schianto del suo aereo MiG-15 nel 1968, e i quattro statunitensi che persero la vita nel 1982 nell'incidente del velivolo T-38 Talon dell'United States Air Force Thunderbirds (1982 Thunderbirds Indian Springs Diamond Crash).
Lo Space Mirror Memorial, o Astronaut Memorial, è un altro monumento sito al John F. Kennedy Space Center Visitor Complex a Merritt Island, in Florida, che commemora vittime di missioni americane: stranamente, nell'elenco manca Joseph A. Walker, ma è riportato Sonny Carter, deceduto prematuramente in un incidente aereo che ha coinvolto un volo di linea.

### Le missioni lunari
Il passaggio della sonda Luna 1 in prossimità dell'orbita lunare, ed il rilevamento del suo scarso o nullo campo magnetico, entrando successivamente in orbita solare, segna l'inizio dell'esplorazione lunare, che ufficialmente si vuole collocare con l'allunaggio del 1959, quando la sonda sovietica Luna 2 impattò con la superficie lunare. Nello stesso anno, il 7 ottobre, la missione Luna 3 trasmise a Terra fotografie dell'allora mai vista faccia nascosta della Luna. Fu l'inizio di una serie decennale di esplorazioni lunari condotte da sonde automatiche. Luna 9 il 3 febbraio 1966 eseguì il primo atterraggio morbido sulla Luna; Luna 10 divenne il primo velivolo spaziale ad orbitare intorno alla Luna il 3 aprile 1966. Il Programma Zond nel 1964 riuscì ad effettuare un sorvolo ravvicinato in orbita lunare, e successivamente, ad inviare e a far rientrare sulla terra un equipaggio animale composto da diverse specie, tra cui alcune tartarughe. L'esplorazione sovietica della luna, anche in anni successivi si effettuò sempre con sonde automatiche o comandate da terra, come la sonda Luna 16 che riportò sulla Terra campioni di suolo lunare e il robot semovente Lunochod della missione Luna 17. Le missioni umane furono condotte solo dagli USA.

### L'esplorazione umana della luna
(Neil Armstrong, 1969)

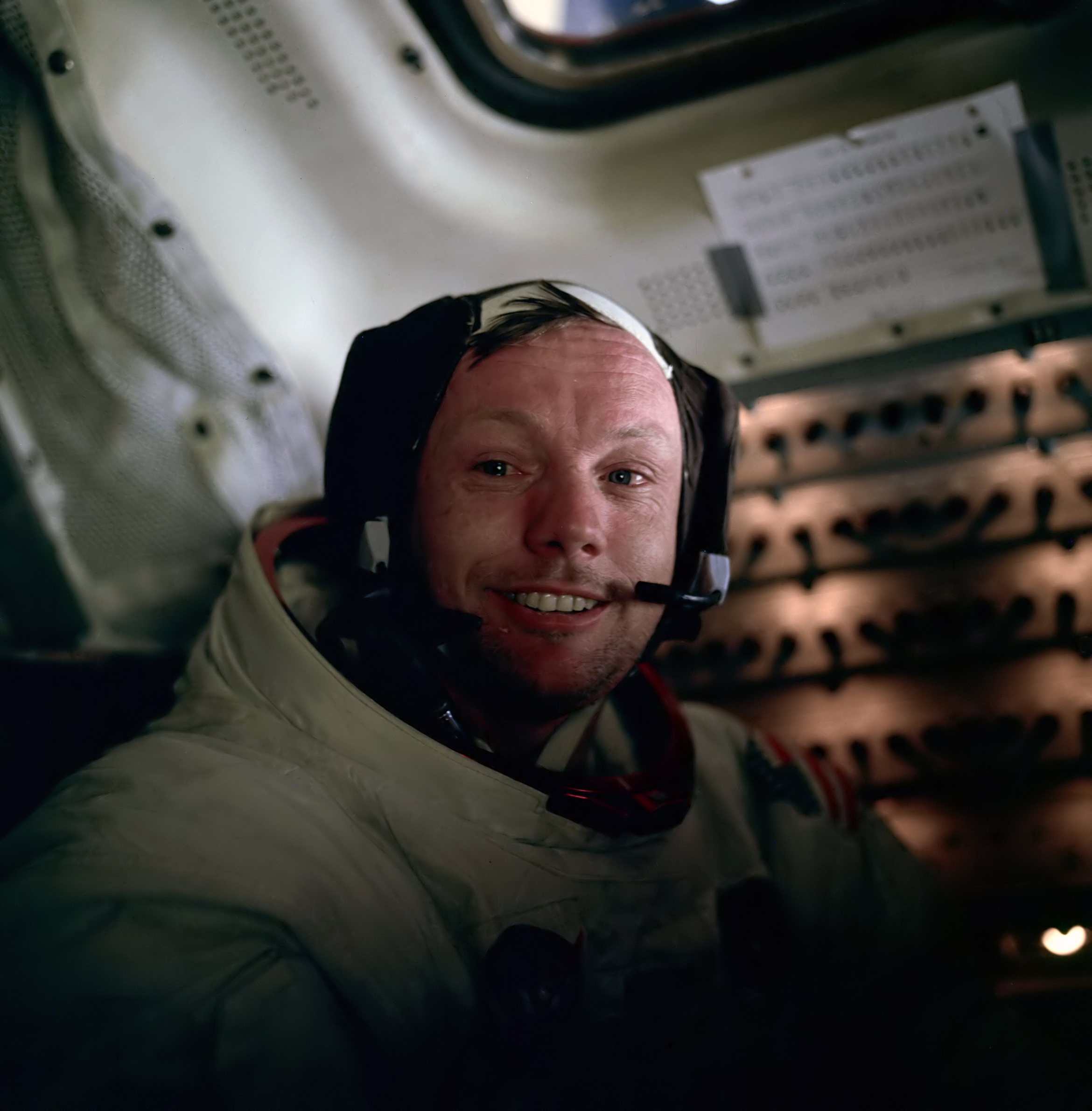
Neil Armstrong, il primo uomo sulla Luna, fotografato da Buzz Aldrin al completamento dell'EVA lunare durante la missione Apollo 11, il 20 luglio 1969.

In risposta ai successi del programma sovietico di esplorazione spaziale, il presidente degli Stati Uniti d'America John F. Kennedy dichiarò al Congresso il 25 maggio 1961: "io credo che questa nazione debba impegnarsi per raggiungere entro la fine del decennio l'obiettivo di portare un uomo sulla Luna e riportarlo sulla Terra". Nello stesso anno le autorità sovietiche annunciano pubblicamente la volontà di portare un equipaggio sulla Luna e di installarvi una base. Nell'ambito del programma Apollo gli astronauti Neil Armstrong e Buzz Aldrin, nel 1969, attesi da Michael Collins sul modulo di comando in orbita intorno al satellite, furono i primi ad atterrare sulla luna e camminare sulla sua superficie, poi seguiti da altri dieci uomini nel periodo compreso tra il 1969 e il 1972.

### Le stazioni orbitanti
Nel 1971 la stazione spaziale russa Saljut 1 fu il primo presidio permanente al di fuori dell'atmosfera, sostituita successivamente da altre stazioni, le sovietiche Saljut 2, Saljut 3, Saljut 4, Saljut 5, Saljut 6, Saljut 7, lo Skylab statunitense, la stazione spaziale Mir, ancora sovietica, poi russa, la Stazione spaziale internazionale (siglata ISS, progetto canadese (CSA), europeo (ESA), giapponese (JAXA), russo (RKA), statunitense (NASA)) e la Tiangong 1 cinese, già in pieno XXI secolo. 

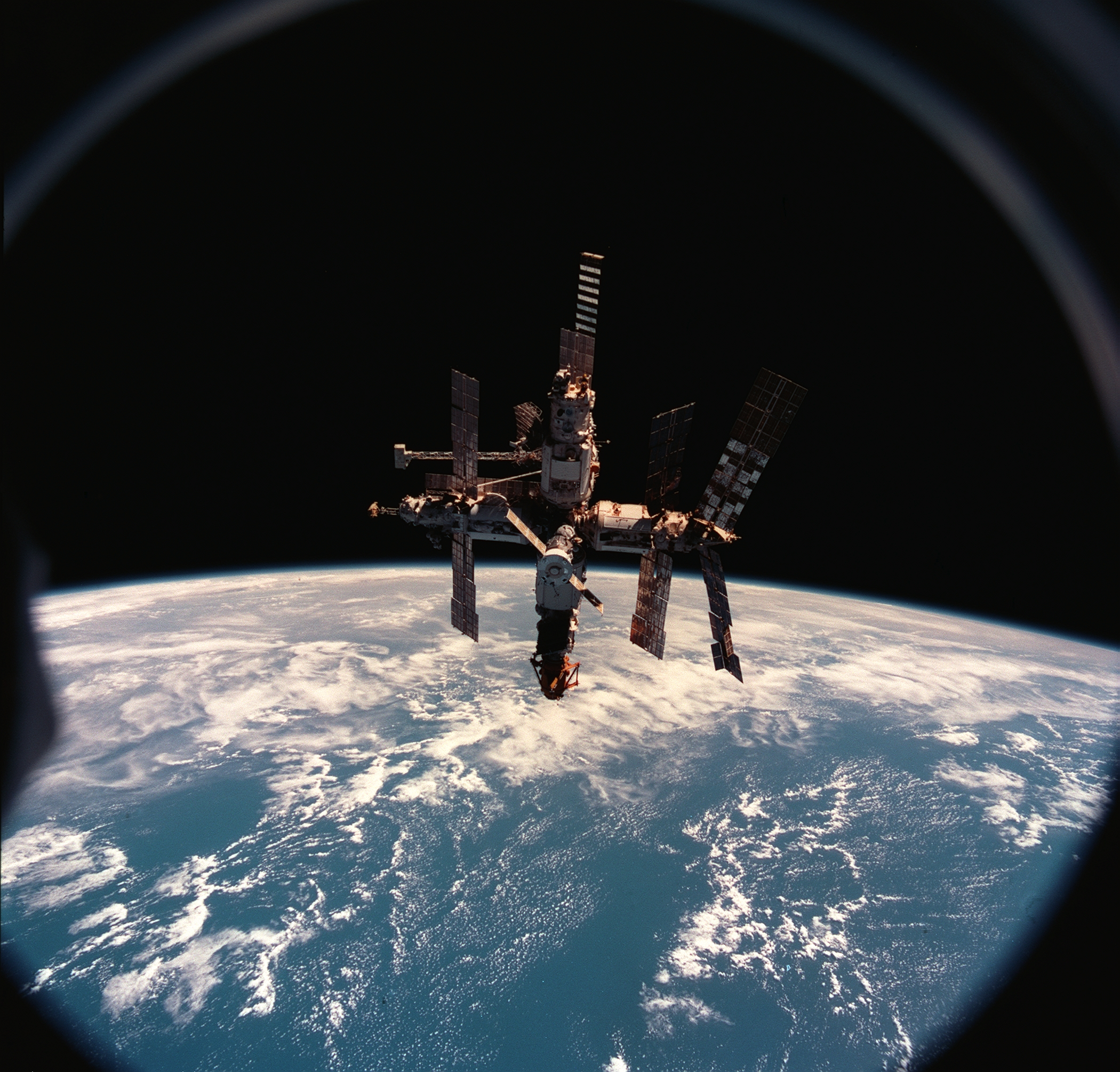
La stazione spaziale Mir nel 1998

### Le missioni nel sistema solare nel XX secolo

#### Venere
Il 1º marzo 1966 la sonda Venera 3 fu la prima ad atterrare su un altro pianeta, anche se non fu un atterraggio morbido.
Dieci sonde sovietiche hanno effettuato un atterraggio morbido sulla superficie venusiana, con più di 110 minuti di comunicazioni dalla superficie. Le finestre di lancio (ogni 19 mesi), dal 1962 al 1985 vennero tutte sfruttate per il lancio di sonde.
Le Venera, Венера o Venusik nei Paesi occidentali, furono una serie di sonde spaziali sviluppate in Unione Sovietica per esplorare e raccogliere dati sul pianeta Venere. Furono il primo oggetto costruito dall'uomo a entrare nell'atmosfera di un altro pianeta, atterrare dolcemente, rinviare immagini ed effettuare una scansione radar ad alta risoluzione della superficie, permettendo studi approfonditi sulla conformazione geologica del globo.
Il primo atterraggio con successo fu effettuato da Venera 7 il 15 dicembre 1970, trasmettendo dati sulla temperatura per 23 minuti mentre Venera 8 atterrò il 22 luglio 1972, mostrando che le nubi del pianeta formavano uno strato che terminava 35 chilometri sopra la superficie e analizzando la composizione chimica della crosta attraverso uno spettrometro a raggi gamma. La sonda Venera 9 entrò in orbita il 22 ottobre 1975 diventando il primo satellite artificiale di Venere. Una serie di camere e spettrometri inviarono a Terra informazioni sulle nubi, sulla ionosfera, magnetosfera ed effettuò misure radar della superficie; il veicolo di discesa si separò dalla sonda e atterrò sul pianeta, scattando le prime foto della superficie e analizzando il terreno con uno spettrometro a raggi gamma e un densimetro. Durante la discesa vennero misurate la pressione e la temperatura, oltre a rilevazioni fotometriche e della densità delle nubi attraverso un nefelometro. Si scoprì che esse erano formate da tre strati distinti. Un simile programma scientifico fu effettuato anche dalla sonda Venera 10, che arrivò sul pianeta il 25 ottobre.
Nel 1978 la NASA inviò su Venere due sonde Pioneer Venus, composte da due componenti lanciati separatamente: un orbiter e una multisonda. Quest'ultima trasportava tre piccole sonde atmosferiche e una sonda più grande, che venne lanciata il 16 novembre 1978 e fu seguita da quelle minori il 20 novembre. Esse entrarono nell'atmosfera venusiana il 9 dicembre, seguite dal veicolo che le trasportava. Anche se non era previsto che sopravvivessero alla discesa, esse continuarono ad operare per 45 minuti dopo aver raggiunto il suolo.
Nel 1978 volarono verso Venere anche le sonde sovietiche Venera 11 e Venera 12, rilasciando moduli di discesa; i lander trasportavano camere a colori, analizzatore per il terreno, nefelometro, spettrometro di massa, gas cromatografo e un analizzatore chimico basato sulla fluorescenza X che rivelò una grande quantità di cloro nelle nuvole, oltre allo zolfo. Venne anche rilevata una forte attività di fulmini.
Nel 1981 la sonda Venera 13 inviò la prima immagine a colori della superficie e analizzò un campione di terreno con la fluorescenza X, Nello stesso anno Venera 14 rilevò anche una possibile attività sismica.
Nel 1985 l'Unione Sovietica, sfruttando l'opportunità di combinare una missione su Venere con il passaggio della cometa di Halley, lanciò due sonde Vega, Vega 1 e Vega 2, lanciarono un pallone ad elio ad una altezza di 50 km dalla superficie. I lander trasportarono esperimenti per studiare la composizione e la struttura dell'aerosol delle nubi. Le sonde Vega continuarono la missione raggiungendo la cometa di Halley nove mesi dopo.
Nel 1990 la sonda Magellano si inserì in orbita attorno a Venere, eseguendo una dettagliata mappatura radar del pianeta.

#### Marte
Le missioni spaziali sovietiche Mars 2 e Mars 3, che ebbero luogo nel 1971, consistevano nel lancio di sonde gemelle, entrambe costituite da un orbiter e da un lander Mentre il modulo di atterraggio della missione precedente precipitò sulla superficie di Marte, il lander di Mars 3 toccò con successo il suolo del pianeta rosso, divenendo così il primo veicolo costruito dall'uomo a giungere integro sulla superficie marziana. Il lander trasmise però una sola immagine e il contatto si interruppe dopo 15 secondi, probabilmente a causa di una tempesta di sabbia.
L'URSS aveva un pregresso e ebbe un successivo ampio programma marziano, avendo cominciato nel 1960 con il programma Mars 1M (a volte chiamato Marsnik nei media occidentali), il primo programma di esplorazione spaziale interplanetario senza pilota. 
La sonda statunitense Mariner 9 entrò in orbita attorno a Marte nel 1971 e inviò numerose fotografie del pianeta.
Nel 1976 le due sonde Viking della NASA entrarono nell'orbita di Marte e entrambe inviarono un lander che effettuò con successo un atterraggio morbido sulla superficie del pianeta. Queste due missioni inviarono le prime immagini a colori e dettagliati dati scientifici.
Nel 1988 l'Unione Sovietica lanciò le sonde Phobos 1 e Phobos 2; quest'ultima riuscì a fotografare Marte e Phobos, tuttavia la missione fallì poco prima di inviare due lander sulla superficie di Phobos.
La sonda Mars Pathfinder, atterrò il 4 luglio 1997. La zona di atterraggio era un'antica pianura fluviale nell'emisfero nord chiamata Ares Vallis, che è tra le zone più rocciose del pianeta. La sonda comprendeva un piccolo rover controllato da remoto chiamato Sojourner, che viaggiò per alcuni metri attorno al sito di atterraggio studiando le rocce. Il rover esplorò la superficie di Marte in un modo che era stato eseguito precedentemente solo dai due rover Lunochod russi sulla Luna 30 anni prima.
Fino al momento dell'ultima trasmissione il 27 settembre 1997, il Mars Pathfinder inviò 16500 immagini dal lander e 550 immagini dal rover, oltre a 16 analisi chimiche riguardanti le rocce e il suolo e dettagliati dati sui venti e altri fattori meteorologici. Questi dati suggerirono agli scienziati che in qualche momento del passato il pianeta potrebbe essere stato caldo e umido, e potrebbe aver posseduto acqua allo stato liquido e un'atmosfera più densa.
Dopo i successi del Mars Global Surveyor e del Pathfinder, tra il 1998 e il 1999 ci fu un'altra serie di fallimenti: l'orbiter giapponese Nozomi, il Mars Climate Orbiter, il Mars Polar Lander e i penetratori Deep Space 2 della NASA non portarono a termine la missione. L'episodio riguardante il Mars Climate Orbiter è particolarmente famigerato, dovuto alla mancanza di conversione tra unità di misura del sistema metrico decimale e del sistema imperiale. In questo modo vennero generati dati errati che fecero bruciare la sonda durante l'ingresso nell'atmosfera marziana.

#### Altri pianeti e altri corpi celesti
Non sono mai stati fisicamente raggiunti sulla loro superficie, nel XX secolo, altri pianeti, sia per le difficoltà tecniche come condizioni fisiche quali temperatura e pressione elevate, sia per la loro distanza estrema. Mercurio è difficile da esplorare poiché la velocità richiesta per raggiungerlo è relativamente elevata e la sua vicinanza al Sole rende difficile manovrare un veicolo spaziale per collocarlo in un'orbita stabile attorno al pianeta. Invece i giganti gassosi Giove e Saturno non possiedono una definita superficie analoga a quella dei pianeti rocciosi. Comete ed asteroidi, ed i satelliti naturali di alcuni pianeti si prestano al contrario a missioni volte a raggiungere e a percorrere la loro superficie.
Mercurio è stato sorvolato per la prima volta nel 1974 dalla sonda Mariner 10.
Giove è stato sorvolato e fotografato per la prima volta a distanza ravvicinata nel 1973 dalla sonda Pioneer 10; lo stesso è avvenuto per Saturno nel 1979 con la sonda Pioneer 11. La sonda Voyager 2 ha invece sorvolato e fotografato da vicino per la prima volta Urano nel 1986 e Nettuno nel 1989.
Una flotta di sonde come la Giotto dell'ESA, le sonde Vega 1 e Vega 2 dell'URSS andarono incontro alla Cometa di Halley nel 1986, ma si limitarono ad osservazioni ravvicinate, mentre la missione Stardust del gennaio 1999, che ha incontrato la cometa Wild 2 nel gennaio 2004, ha impattato solo del materiale che, raccoltolo, è rientrato sulla Terra nel 2006. La missione Deep Impact del febbraio 2005, una sonda spaziale della NASA progettata per studiare la composizione dell'interno di una cometa sarà la prima che, nel secolo successivo, con parte della sonda impatterà con successo il nucleo di Tempel 1 il 4 luglio 2005.
Il primo incontro ravvicinato con un asteroide è stato invece realizzato dalla sonda Galileo nel 1991, durante il suo viaggio verso Giove. Sarà la sonda NEAR ad entrare per la prima volta in orbita intorno all'asteroide 433 Eros nel 2000 e ad atterrarvi con successo nel 2001.

### Le sonde destinate ad uscire dal sistema solare
A causa dei costi, poche sonde sono state destinate ad uscire dal Sistema Solare. Al momento ce ne sono solo 5: le sonde gemelle Voyager, le sonde Pioneer e infine la sonda New Horizons.

### Il XXI secolo

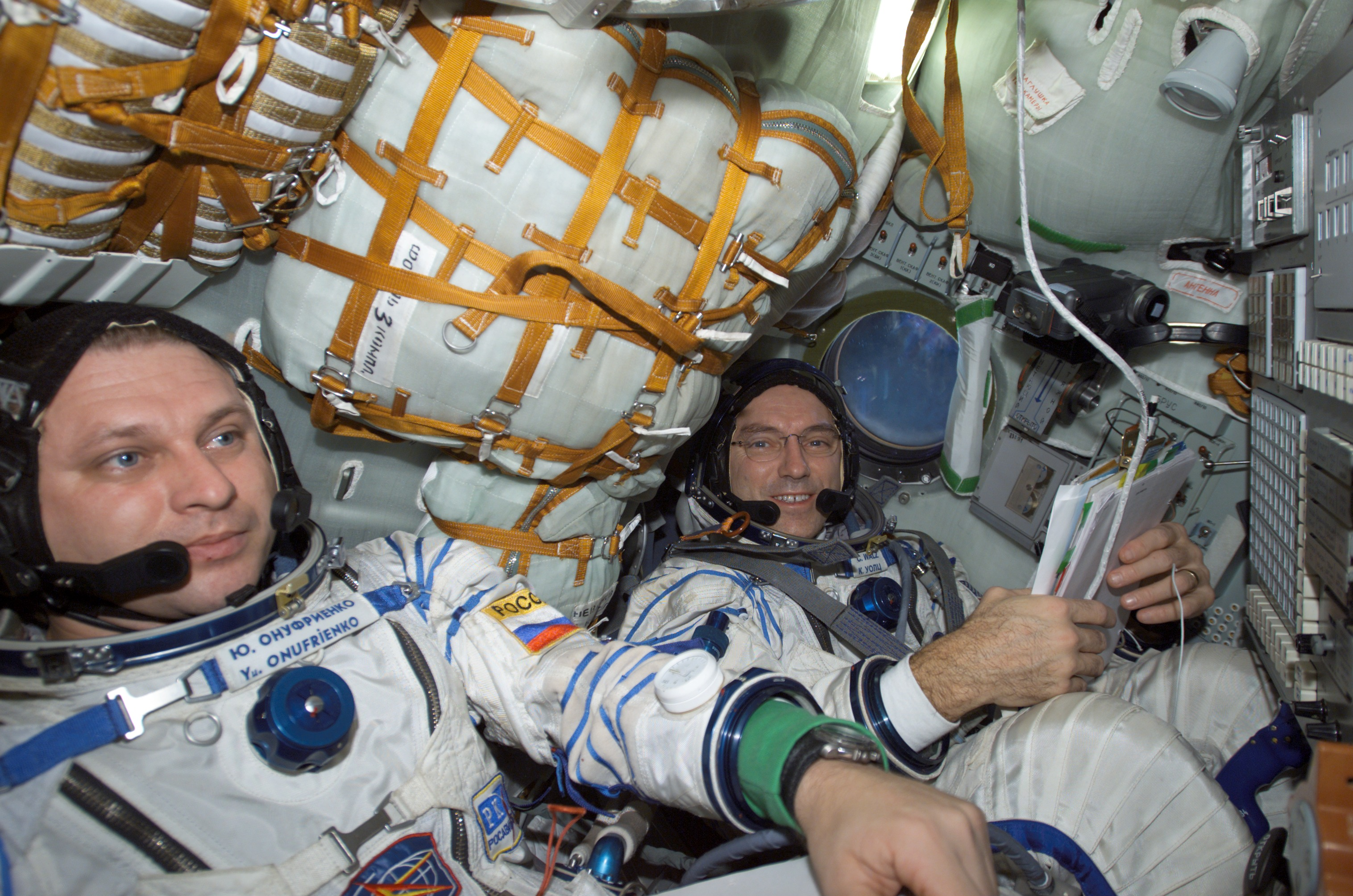
Russi e statunitensi insieme: il cosmonauta Jurij Ivanovič Onufrienko (a sinistra) e l'astronauta Carl Walz, comandante della missione Expedition 4 e ingegnere di volo, con indosso tute Sokol russe, sono seduti nella navicella Sojuz 3, agganciata alla stazione Spaziale Internazionale (ISS).

A partire dai primi anni del XXI secolo molti stati hanno annunciato di aver rilanciato l'esplorazione lunare per sfruttare le risorse del satellite. la quantità esatta di elio-3 depositato dal vento solare nelle rocce non è nota, e potrebbe non essere comunque redditizio estrarlo. Il cosmochimico e geochimico Ouyang Ziyuan dell'Accademia delle Scienze cinese, a capo del Programma Chang'e per l'esplorazione della Luna, ha affermato che uno dei principali obiettivi del programma è ottenere una fonte di elio-3 da cui trarre il combustibile per la generazione di energia tramite tre voli annuali. Nel gennaio 2006 la compagnia spaziale russa RKK Energiya ha annunciato di prevedere di poter estrarre elio-3 dalla Luna entro il 2020.
Al 2020 l'uomo continua ad essere presente nello spazio grazie alla Stazione spaziale internazionale.

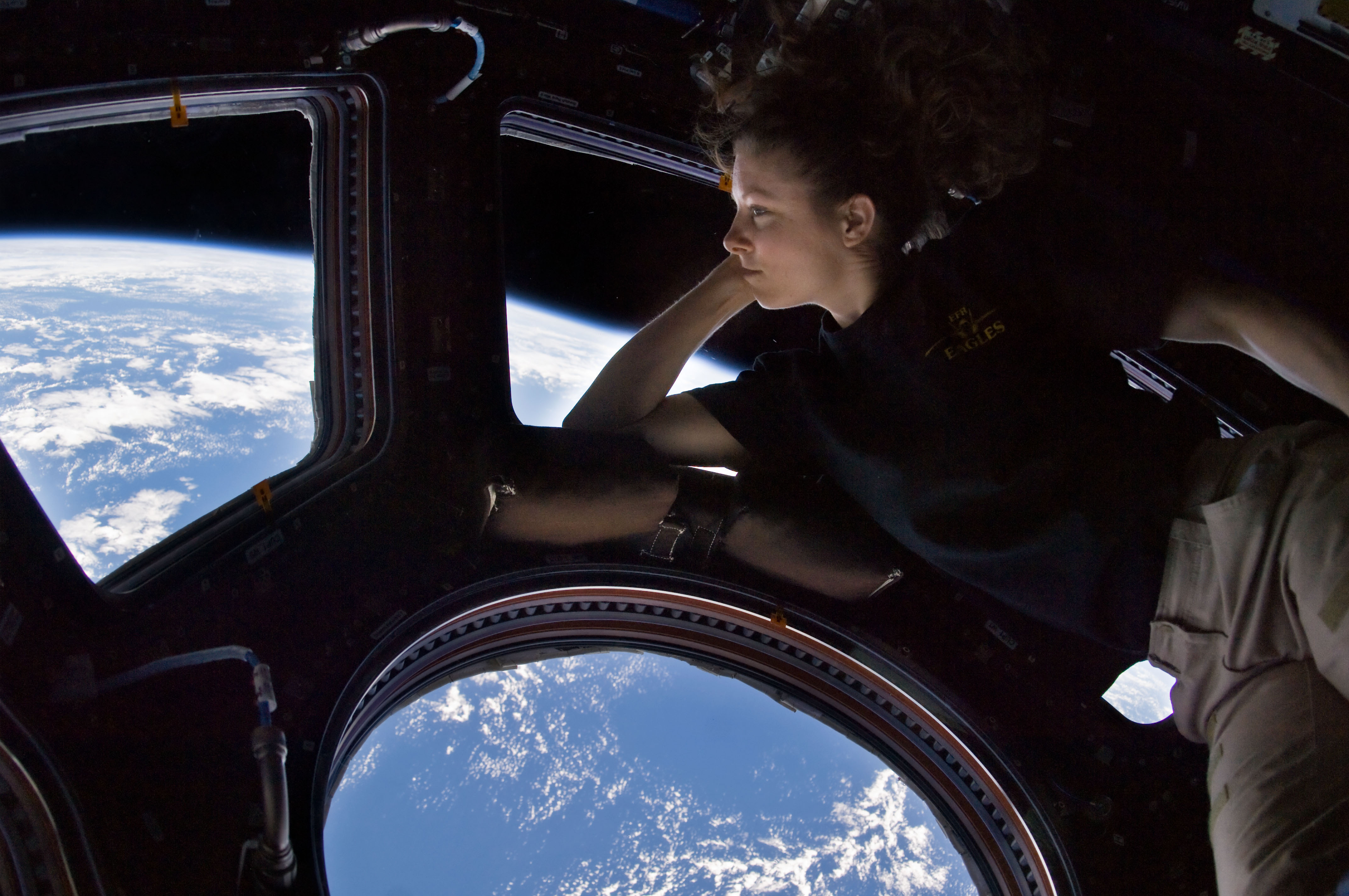
L'astronauta Tracy Caldwell Dyson, nel modulo Cupola della Stazione spaziale internazionale, osserva la Terra durante la missione Expedition 24

Oltre all'invio di sonde sul nostro satellite, sono state inviate sonde su tutti i pianeti del sistema solare con lo scopo di avere maggiori informazioni scientifiche.
Al 2020, le sonde Voyager 1, Voyager 2, Pioneer 10 e Pioneer 11, sono gli unici quattro artefatti prodotti dall'umanità usciti dal Sistema solare, mentre la sonda New Horizons è il quinto oggetto artificiale come distanza dalla Terra. Sviluppata dalla NASA per l'esplorazione di Plutone, pianeta nano scoperto nel 1930 da Clyde Tombaugh e della sua doppia componente Caronte. Attualmente la sonda più veloce è la Voyager 1 con la velocità di 17,042 km/s (61351 Km/h, 3,595 UA all'anno).
Prima del lancio della sonda, il capo missione S. Alan Stern, ha confermato che a bordo c'era una parte delle ceneri di Clyde Tombaugh facendo così diventare i suoi resti, al termine della missione, gli unici resti umani ad aver lasciato il Sistema Solare.
Il lancio è avvenuto il 19 gennaio 2006 dalla base di Cape Canaveral ed ha raggiunto le vicinanze di Giove il 28 febbraio 2007 e l'orbita di Urano nel marzo 2011. La sonda ha raggiunto Plutone e il suo satellite Caronte il 14 luglio 2015.
Ogni sonda Pioneer possiede una placca metallica che identifica il loro luogo e il loro tempo d'origine, per beneficiare altri viaggiatori spaziali che potranno ritrovare le placche in un lontano futuro, mentre per le sonde Voyager la NASA ha voluto anche inserire un messaggio omnicomprensivo a bordo di Voyager 1 e Voyager 2, una sorta di capsula temporale con l'intenzione di comunicare la storia del nostro mondo ad eventuali forme di vita extraterrestri.
(Jimmy Carter, Presidente degli Stati Uniti d'America)

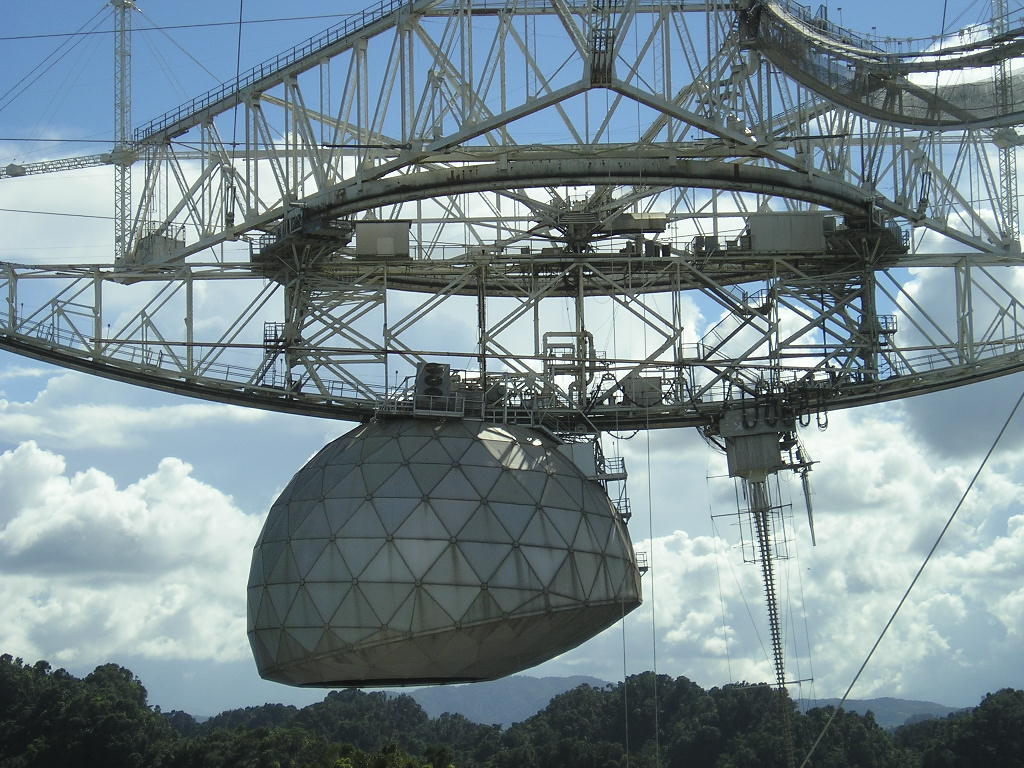
Radio antenna del Radiotelescopio di Arecibo

Un altro tentativo dell'uomo di comunicare con altre forme di vita extraterrestri, nonostante ora non si hanno ancora prove certe della loro esistenza, è stato quello d'inviare un messaggio radio trasmesso nello spazio dal Radiotelescopio di Arecibo, in Porto Rico, il 16 novembre 1974.
Il messaggio è stato indirizzato verso l'ammasso globulare di Ercole M13, a 25.000 anni luce di distanza. Siccome il messaggio impiegherà 25.000 anni per raggiungere la sua destinazione (oltre a ulteriori 25.000 anni per una eventuale risposta) il messaggio di Arecibo è più una dimostrazione delle conquiste tecnologiche raggiunte dal genere umano che un reale tentativo di tenere una conversazione con una razza aliena.
Solamente in un caso, il 15 agosto 1977 il SETI ha registrato un segnale dallo spazio profondo. Questo segnale soprannominato Segnale Wow, nonostante i primi scetticismi, è stato riconosciuto, dopo lunghi studi e diverse prove, come non terrestre. Molti scettici considerano il suono come un rumore "naturale" prodotto dallo spazio o dalla collisione di qualche corpo celeste, mentre altri credono che sia di origine artificiale in quanto il messaggio viaggia su una determinata frequenza radio e contiene rumori meccanici e quasi regolari.

### Le missioni nel sistema solare nel XXI secolo

#### Orbiter: raggiungere e orbitare attorno ad un pianeta extraterrestre
L'orbiter, o satellite orbitale o anche modulo orbitante è un veicolo spaziale che orbita attorno ad un pianeta o ad un satellite naturale senza atterrarvi sopra, ma studiando la superficie del corpo celeste da distanza. Sono solitamente chiamati orbiter anche le parti di navicelle spaziali che rimangono in orbita mentre un lander, o modulo d'atterraggio si sgancia per scendere sulla superficie di oggetto celeste (pianeti, satelliti naturali, comete o asteroidi).

#### Lander: raggiungere e atterrare su un pianeta extraterrestre
Un lander, o veicolo d'atterraggio, è un tipo di navicella spaziale che effettua la discesa e sosta sulla superficie di un corpo celeste. Per i corpi provvisti di atmosfera, l'atterraggio è chiamato rientro, e il lander si definisce veicolo di rientro.

#### Marte

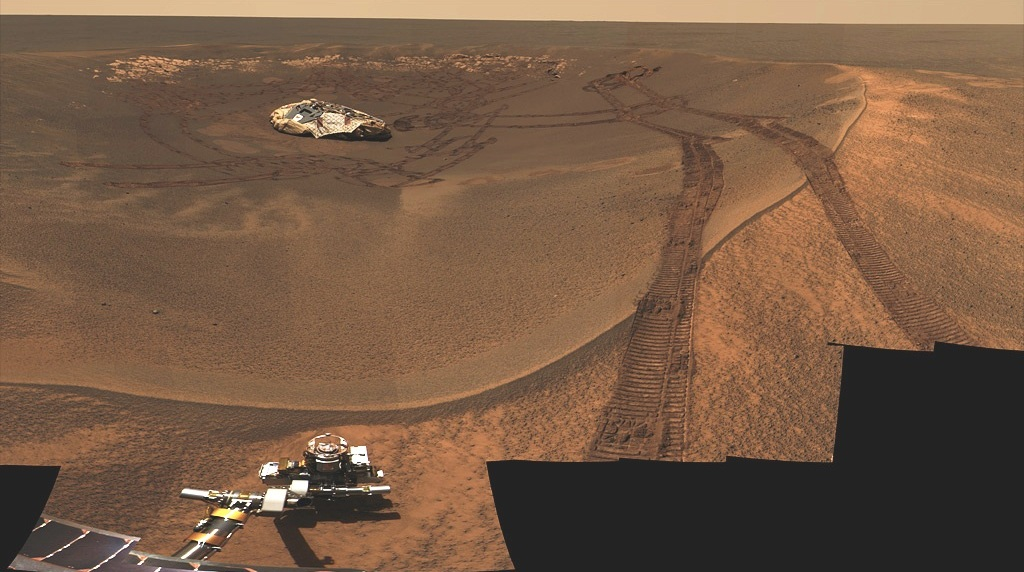
Il Cratere Eagle visto dalla rover Opportunity nel 2004

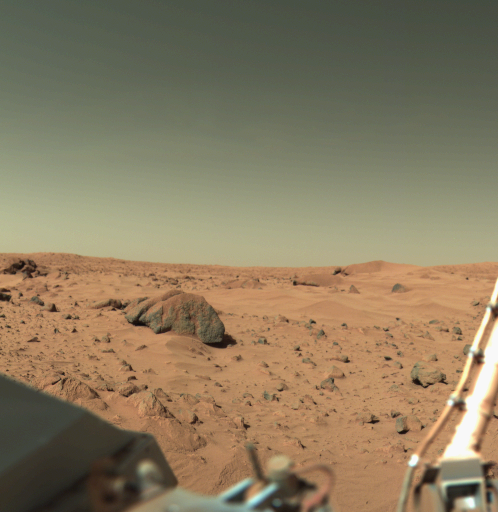
Sito di atterraggio del Viking Lander 1

All'inizio del XXI secolo sono stati inviati tre rover: Spirit, Opportunity e Curiosity. Uno dei rover più importanti lanciati verso Marte è stato Mars Science Laboratory (MSL), nominato Curiosity, lanciato il 26 novembre 2011 ed atterrato su Marte il 6 agosto 2012. Subito dopo l'atterraggio, effettuato con successo usando un metodo più preciso delle missioni precedentemente inviate sul pianeta, il rover ha cominciato ad inviare delle immagini dalla superficie. La durata della missione è prevista in almeno un anno marziano (circa due anni terrestri) e lo scopo sarà quello di investigare sulla passata e presente capacità di Marte di sostenere la vita.
Per consentire analisi più approfondite, Curiosity trasporta strumenti scientifici, forniti dalla comunità internazionale, più avanzati rispetto a quelli di qualunque altra missione precedente sul pianeta rosso; è inoltre circa cinque volte più pesante e due volte più lungo dei rover Spirit e Opportunity arrivati sul pianeta nel 2004. Il 5 Maggio 2018 è stata lanciata la sonda InSight (Interior Exploration using Seismic Investigations, Geodesy and Heat Transport) ed è atterrata sulla superficie di Marte il 26 Novembre 2018 dopo 7 mesi di viaggio e dopo aver percorso 2,28 × 108 km. Il 30 luglio 2020 è stata lanciata la sonda Mars 2020, che è atterrata il 18 febbraio 2021 trasportando il rover Perseverance e il drone Ingenuity.

#### Mercurio
La sonda MESSENGER è entrata in orbita attorno a Mercurio nel 2011, dopo averlo sorvolato tre volte nel biennio 2008-2009. La missione è terminata nel 2015, quando si è schiantata sulla superficie del pianeta. La sonda BepiColombo dell'ESA, in collaborazione con la JAXA, è un orbiter lanciato nel 2018 ed entrerà in orbita attorno a Mercurio dopo diversi sorvoli, nel 2025 e dovrebbe studiare da vicino il pianeta per almeno 2-3 anni.

#### Venere
Dopo l'esplorazione dell'orbiter Magellano alla fine del XX secolo, Venere è stato trascurato dall'esplorazione spaziale, nonostante sia il pianeta che più si avvicina alla Terra. Ciò è dovuto probabilmente alle condizioni "infernali" sulla sua superficie, con temperature superiori a 460 gradi e una pressione di 90 atmosfere. Nel 2010 è stata lanciata la sonda giapponese Akatsuki; dopo aver fallito l'entrata in orbita nel 2010, nel 2015 è riuscita a effettuare la manovra con successo, inserendosi nell'orbita attorno a Venere.
Il rilevamento della fosfina nell'atmosfera venusiana nel 2020 ha risvegliato l'interesse verso il pianeta anche da parte della NASA e dell'ESA, che hanno approvato missioni nei loro rispettivi programmi per l'esplorazione di Venere. Tra la fine degli anni 2020 e l'inizio degli anni 2030 la NASA lancerà ben 2 missioni, VERITAS, un orbiter per mappare la superficie ad alta risoluzione, e DAVINCI, dotato di una sonda che scenderà nell'atmosfera del pianeta per analizzarne la composizione. Dal canto suo L'ESA ha approvato per gli anni 2030 la missione EnVision, un orbiter dotato di radar per mappare la superficie e il sottosuolo di Venere.

#### Giove
La missione Juno, lanciata nel 2011, è stata la prima missione diretta al sistema solare esterno con solo uso di pannelli solari come fonte di energia. Ha studiato la magnetosfera gioviana in un'orbita polare, e concluderà la lunga missione estesa nel 2025.
I satelliti galileiani di Giove sono da sempre obiettivo di missioni spaziali nel sistema gioviano: l'ESA ha inviato la sonda JUICE per lo studio delle lune ghiacciate di Giove, ovvero Europa, Ganimede e Callisto. Sarà la prima sonda ad entrare in orbita attorno a una luna nel sistema solare, esclusa la Luna terrestre; nel 2034 entrerà in orbità attorno a Ganimede. La NASA invece ha lanciato nel 2024 Europa Clipper, che sorvolerà diverse volte Europa, che assieme a Encelado, satellite di Saturno, è uno dei luoghi più promettenti per la ricerca di vita extraterrestre.

#### Saturno
Progettata negli anni 1990, la missione Cassini-Huygens è stata la prima a esplorare il sistema di Saturno con un orbiter, inoltre la sonda europea Huygens è stato il primo lander a effettuare un atterraggio morbido su un corpo celeste del sistema solare esterno, atterrando su Titano il 14 gennaio del 2005.
Sarà probabilmente ancora Titano il prossimo corpo del sistema solare esterno sulla cui superficie si poserà un lander; più precisamente sarà un drone quadricottero che verrà lanciato nel 2027, Dragonfly, che si sposterà sulla superficie volando nella densa atmosfera di Titano. Encelado, altra luna di Saturno, è uno dei luoghi del sistema solare di maggior interesse astrobiologico, per via del suo oceano sotto la superficie che potrebbe contenere vita microbica. Anche se solamente in fase di studio esistono diversi concetti di missioni dirette a Encelado, come ad esempio l'Enceladus Orbilander.

#### Plutone
New Horizons è stata la prima sonda spaziale lanciata verso Plutone e il suo satellite Caronte il 19 gennaio 2006.
Progettata e sviluppata dalla NASA ha raggiunto con successo Plutone e il suo sistema di lune il 14 luglio 2015.
Con una velocità di 58536 km/h (circa 16,26 km/s), raggiunta allo spegnimento del terzo stadio, era l'oggetto artificiale più veloce che abbia mai abbandonato la Terra, battuto dalle tre sonde lanciate verso il Sole rispettivamente: Helios 1, Helios 2 e Parker Solar Probe (che ha raggiunto nel 2020 la velocità di circa 370.000 km/h).
La missione continuerà il suo viaggio dirigendosi verso la fascia di Kuiper. L'obiettivo primario è di studiare la geologia e la morfologia del pianeta nano Plutone e del suo satellite Caronte, creare una mappa della superficie dei due corpi celesti e analizzarne l'atmosfera. Altri obiettivi sono lo studio dell'atmosfera dei due corpi celesti al variare del tempo, l'analisi ad alta risoluzione di alcune zone di Plutone e Caronte, l'analisi della ionosfera e delle particelle cariche, la ricerca di atmosfera attorno a Caronte, lo studio dei due satelliti minori Notte e Idra, la ricerca di eventuali satelliti o anelli sconosciuti e possibilmente l'analisi di un ulteriore oggetto della fascia di Kuiper.

### Asteroidi e comete
La sonda Dawn è stata la prima ad orbitare attorno a due distinti corpi celesti: nel 2011 è entrata in orbita attorno all'asteroide Vesta, poi si è spostata sul pianeta nano Cerere, dove è entrata in orbita nel 2015.
La sonda Rosetta è stata invece la prima sonda ad entrare in orbita attorno ad una cometa (la 67P/Churyumov-Gerasimenko) nel 2014 e ad eseguirvi un atterraggio nel novembre dello stesso anno, rilasciandovi il lander Philae.
La giapponese sonda Hayabusa è stata la prima missione di ritorno del campione da un asteroide. nel 2005 la sonda è atterrata su 25143 Itokawa e ne ha prelevato dei campioni, riportandoli sulla Terra 5 anni dopo. Lo stesso ha fatto la missione successiva Hayabusa 2, che ha prelevato campioni di 162173 Ryugu e li ha riportati sulla Terra nel 2018, per poi dirigersi verso altri asteroidi.
Un'altra missione per recuperare campioni è stata quella della NASA OSIRIS-REx, che dopo aver recuperato 60 grammi di regolite tramite un braccio robotico nel 2020 dall'asteroide 101955 Bennu, li ha riportati a Terra nel 2023.
Double Asteroid Redirection Test (DART), è invece stata la prima missione per studiare una difesa planetaria da asteroidi near-Earth in rotta di collisione con la Terra. Nel 2022 la sonda è stata lanciata contro Dimorphos, satellite di 65803 Didymos; lo scopo era verificare se l'impatto avrebbe potuto cambiare l'orbita di Dimorphos, come in effetti è successo. Osservazioni successive all'impatto hanno concluso che il periodo orbitale dell'asteroide secondario attorno al principale era aumentato di 32 minuti. Alla missione della NASA hanno contribuito anche altri agenzie spaziali, come l'ESA, la JAXA e in particolare l'Agenzia spaziale italiana, che ha fornito LICIACube, un piccolo satellite rilasciato da DART prima dell'impatto per osservarne le conseguenze da breve distanza.

#### Anni 2020-2030
Diverse sono le missioni che hanno come obiettivo di studio gli asteroidi tra la fine degli anni 2020 e dopo il 2030. Lanciata nel 2021, la sonda della NASA Lucy ha come destinazione diversi asteroidi troiani di Giove, ai quali giungerà nel 2027, dopo aver sorvolato qualche altro paio di asteroidi della fascia principale. La sonda sarà anche il primo oggetto artificiale a tornare alla Terra (per un gravity-assist nel 2030) dall'orbita di Giove, per dirigersi successivamente verso il suo obiettivo finale, 617 Patroclus, che raggiungerà nel 2033.
Un'altra missione della NASA, Psyche, è stata lanciata nel 2023 ed esplorerà per la prima volta un asteroide metallico della fascia principale, arrivando in orbita attorno a 16 Psyche nel 2029.

## Prospettive
Nel 2004 il presidente degli Stati Uniti George W. Bush ha annunciato gli obiettivi del nuovo programma spaziale statunitense che prevede il ritorno dell'uomo sulla Luna e la messa in servizio della nuova navetta della NASA Orion. Il passo successivo sarà la missione umana su Marte che però probabilmente non avverrà prima del 2030. L'amministrazione Obama ha però rivisto questi obiettivi. Anche Russia e ESA progettano una missione verso la Luna e Marte. Roscosmos sta lavorando al razzo Yenisei, la controparte russa dello statunitense Space Launch System, che porterà verso la Luna la navetta Orel e volerà entro il 2028.
Dal punto di vista degli obiettivi dell'esplorazione spaziale ci sono la ricerca di forme di vita extraterrestre, la colonizzazione (e lo sfruttamento) di corpi celesti e lo sviluppo di nuove tecnologie che trovano poi un più vasto campo applicativo anche in altri settori.

### Ricadute positive delle missioni spaziali e della ricerca in campo spaziale
- Protezione della Terra dagli asteroidi potenzialmente pericolosi[69][70].
- Possibili scoperte in merito alla colonizzazione dello spazio per cercare altri pianeti in grado di ospitare gli esseri umani in sedi esterne alla Terra[69].
- Innovazioni nel campo della scienza e della medicina (ad esempio contro l'osteoporosi)[69].
- Nuove invenzioni per la vita quotidiana della gente. Alcuni esempi di invenzioni provenienti dalla ricerca in campo spaziale sono[71]: coagulometri tascabili - protesi per disabili - visori termografici a infrarossi - sensori delle fotocamere digitali - impacchettamento delle patatine - Cronidur30 (una lega di acciaio impiegata per realizzare coltelli, taglieri e lame) - software di fotoritocco - aerogel - giubbotto termico Absolute Zero
- Nuove materie prime da utilizzare sulla Terra (ad esempio per la produzione di energia)[69].
- Più sicurezza sulla Terra (ad esempio attraverso la sorveglianza dei satelliti sulle manovre militari)[69].

## Esplorazione spaziale nella cultura
L'esplorazione spaziale è sempre stato oggetto di fantasie da parte di scrittori e registi. Fin dagli albori della letteratura e cinematografia di fantascienza l'uomo è sempre stato affascinato da spedizioni esplorative verso mondi lontani, un esempio è il film Le voyage dans la Lune del 1902 dove un gruppo di astronomi vengono sparati assieme alla loro capsula con un cannone in direzione della Luna. Risalente a un secolo e mezzo prima, il racconto Micromega narra dell'omonimo protagonista proveniente da Sirio che compie un viaggio attraverso il sistema solare; ne Le avventure di Ettore Servadac del 1877 di Jules Verne, Ettore compie un'odissea tra i pianeti del sistema solare. La letteratura del primo e del secondo dopoguerra è ricca di racconti fantascientifici che narrano di viaggi spaziali, grazie agli avanzamenti tecnologici che permisero più accurate osservazioni astronomiche. Molti di questi racconti venivano pubblicati in riviste come Amazing Stories e negli anni sono stati raccolti in libri come Cronache marziane di Ray Bradbury, che parla delle prime spedizioni umane su Marte e le successive fasi della colonizzazione, sempre con un velo di horror.
Nella fantascienza moderna sono da citare 2001: Odissea nello spazio e l'omonimo film di Stanley Kubrick, il lungometraggio Interstellar di Christopher Nolan, nel quale un gruppo di astronauti viaggia attraverso wormhole per raggiungere un'altra galassia e cercare una nuova casa per l'umanità, e Sopravvissuto - The Martian di Ridley Scott dove un astronauta (Matt Damon) della fittizia missione spaziale Ares III subisce un incidente e rimane bloccato su Marte.
Tra i videogiochi e i simulatori che hanno come soggetto l'esplorazione spaziale si possono menzionare No Man's Sky, Astroneer, Kerbal Space Program, Outer Wilds, Mars Horizon e Starfield.